# ロニー・ロドゥラン
シルヴィオ・ロニー・ロドゥラン（Sylvio Ronny Rodelin, 1989年11月18日 - ）は、フランスのサッカー選手。ポジションはFW。セルヴェットFC所属。

## 経歴
2011年6月13日、リールと4年契約を結んだ。
2015年8月31日、SMカーンに期限付き移籍。翌年に買い取りオプションを行使し、同クラブに完全移籍した。
2018年8月、EAギャンガンに移籍した。